# Ейбрахам Линкълн
Ейбрахам Линкълн или Абрахам Линкълн (на български името съответства на Авраам; на английски: Abraham Lincoln /ˈeɪbrəhæm 'lɪŋkən/; (12 февруари 1809 г. – 15 април 1865 г.), понякога наричан Ейб Линкълн, известен с прякорите си Честния Ейб, Ковача на огради (Rail Splitter) или Великия освободител, е шестнадесетият (4 март 1861 – 15 април 1865) президент на САЩ и първият президент от Републиканската партия.
Линкълн твърдо се противопоставя на робството, особено в новоприсъединените към Съюза територии и победата му на президентските избори през 1860 година допълнително поляризира нацията. Преди церемонията по встъпването му в длъжност седем южни щати се отцепват от САЩ и формират Конфедеративните американски щати като включват в границите си голям брой фортове и друга значима собственост. Тези събития скоро водят до Американската гражданска война, въпреки че самият Линкълн е твърдо против войната и лозунгът, под който преминава управлението му, е за обединяване на нацията.
Линкълн е изключителен политик, който се доказва като лидер по време на война, умело балансиращ между конкуриращи се идеи и обединяващ съперничещи си групи в името на общата кауза. Той лично направлява военните действия и така води силите на Съюза до победа над Конфедерацията. Неговите лидерски качества стават видни в дипломатичното третиране на граничните робски щати в началото на боевете, при загубата, която претърпява при опита си да прокара кабинета през Конгреса (1862), в речите, които произнася и които вдъхновяват и мобилизират Севера, в неутрализирането на въпроса за мира по време на президентската кампания през 1864 година. Критикуван е за нареждането му да не се прилага habeas corpus – правото на затворника да се яви пред съд, за да получи присъда, хвърлянето в затвора на няколко души от администрацията, а и за нареждането му за арестуване на издатели на вестници.
Линкълн оказва дълбоко и продължително влияние в политическите и обществени институции на САЩ. Може би най-съществено е то при поставянето на прецедент за по-голяма централизация на властта във федералното правителство и отслабването на властта на отделните щатски правителства, макар че това се оспорва понеже федералното правителство се връща към своята обичайна слабост след Реконструкцията и съвременните, модерни щати ще възникнат едва с Новия курс седемдесет години по-късно. Линкълн е президентът, който обявява Денят на благодарността за национален празник, създава Департамента на земеделието (макар и не с ранг на част от Кабинета), съживява националното банкиране и банки и приема Западна Вирджиния и Невада за щати. Той насърчава усилията за експанзия в Северна Америка на белите заселници като подписва Закона за участъците земя през 1862 г. Но той все пак е най-известен с ролята си при слагане на край на робството в САЩ с подписването на Прокламацията за освобождение като доста прагматична стъпка по време на войната, което поставя основите за пълно премахване на робския режим.
Покушението срещу него по-малко от седмица, след като Робърт Лий се предава при Апоматокс, го прави мъченик, който се жертва в името на благополучието на нацията. Още след първото покушение срещу него, когато цилиндърът му е улучен от куршум, той заявява: „Всеки ден може да бъде последен в моя живот, което увеличава желанието ми да завърша моята мисия за благото на нацията.“ Той обикновено е посочван за един от великите президенти, макар и да е критикуван за това, че е престъпил традиционните граници на изпълнителната власт.

## Ранни години
Ейбрахам Линкълн е роден на 12 февруари 1809 година в дървена колиба (log cabin) в голямото 1,4 кв. км имение Синкинг Спринг Фарм (Sinking Spring Farm), разположено в североизточната част на Хардин Каунти, Кентъки, която по това време се е считала за гранична територия (сега част от ЛаРю Каунти), притежание на родителите му Томас Линкълн и Нанси Хенкс. Наречен е на дядо си Ейбрахам Линкълн, убит от индианците. Родителите на Линкълн са били почти напълно необразовани. По-късно, когато той става известен, репортери и разказвачи често са преувеличавали бедността и мрака, в който е бил роден. В действителност бащата на Линкълн е бил уважаван и сравнително влиятелен гражданин на областта, закупува семейната ферма за 200 долара в брой и поемане на дълг.
Три години след закупуването на имението иск, оспорващ собствеността, подаден в Окръжния съд на Хардин е причината семейство Линкълн да се премести. Томас води делото, но го губи през 1815 г. Парите, похарчени при процеса, водят до семейни трудности. През 1811 година успяват да наемат 30 акра от голямото 230 акра имение в Кноб Крийк, която се намира само на няколко мили от предишния им дом, а земята е една от най-добрите по тези места. По това време бащата на Линкълн вече е уважаван член на местната общност, успяващ фермер и дърводелец. Най-ранните спомени на Ейбрахам са от това имение. През 1815 година друг ищец предприема действия, чрез които да отстрани семейството от земята им. Разстроен от поредния сблъсък със съда и изгубил всякаква вяра в сигурността на законите на Кентъки, Томас решава да се премести в Индиана, чиято територия е под контрола на федералното правителство и това прави правата на собственост върху земята по-сигурни. Мнозина историци вярват, че всички тези проблеми са причината по-късно Ейбрахам да стане адвокат и да защитава каузата за по-строг контрол върху прилагането на законите.
В 1816 година, когато Линкълн е на седем години, той и родителите му се местят в Спенсър Каунти, Индиана, както той по-късно споменава, „отчасти заради робството“ и отчасти заради икономическите трудности в Кентъки.
През 1830 година, след още проблеми със земята и икономически трудности, семейството получава от федералното правителство земя край Сангамон Ривър в Мекън Каунти, Илинойс. Последвалата зима е особено тежка и семейството почти се връща в Индиана. Когато баща му мести семейството в съседната местност, 22-годишният Линкълн предприема решителни действия на своя глава и се придвижва с кану надолу по Сангамон и се настанява в собствена ферма в Сангамон Каунти, Илинойс в селото Ню Сейлъм. Същата година е нает от местен търговец и заедно със свои приятели той превозва стоки с плоскодънна лодка до Ню Орлиънс. Там той навярно е видял търг за разпродажба на роби, който оставя незаличимо впечатление в него за цял живот.

### Ранна кариера
Линкълн започва политическата си кариера през 1832 година, когато е на двадесет и три години, с предизборна кампания за Генералното събрание на Илинойс. Основната му идея е да се извършват подобрения на речната навигация, които да привлекат повече търговски параходи по Сангамон, а това от своя страна ще позволи рядко населената и бедна област да се оживи и да просперира. Служи като капитан в щатското опълчение на Илинойс и участва във Войната на Черния ястреб, като след избирането му на тази длъжност пише, че „подобен изключителен успех в живота ми дава голямо удовлетворение“.
По-късно предприема редица търговски и политически дейности, но търпи неуспех във всички. След като прочита втория том от четирите тома на „Коментари на законите на Англия“ от сър Уилям Блекстоун, започва да следва право и полага изпита си за правоспособност в Илинойс през 1837 година, като същата година се мести в Спрингфийлд и започва да практикува. Превръща се в един от най-уважаваните и успешни адвокати в Илинойс. От 1834 г. Линкълн служи четири последователни мандата в Камарата на представителите на Илинойс. През 1837 г. изразява първото си несъгласие с робството, като заявява в своя реч, че това е „политика, която е доказано незаконна и лоша“.
От 1837 до 1841 година Линкълн дели легло с Джошуа Фрай Спийд в Спрингфийлд. Някои модерни биографи споделят противоречивата теория, че тяхната връзка е била и сексуална. Този въпрос предизвиква изключителен интерес и през 2005 списание Тайм публикува изследването „Меланхолията на Линкълн: Как Депресията подлага на изпитание един президент и разпалва неговото величие“ (Lincoln's Melancholy: How Depression Challenged a President and Fueled His Greatness), в което авторът Джошуа Шенк твърди, че „да се дели едно легло от мъже в средата на 19 век е толкова нормално, колкото и да се дели апартамент от мъже в началото на 21 век“, като обяснява, че термините хетеросексуалност и хомосексуалност не са съществували по времето на Линкълн. Подобна защита липсва за Джеймс Бюканън, който по подобен начин е делял легло със сенатор Кинг. Дори напротив – приема се, че неговата сексуалност е неизяснена. За подобен вид тълкуване причина може да бъде и широко разпространеното мнение, че Бюканън е най-лошият президент на САЩ, докато от своя страна Линкълн се смята не само за национална икона, но и за икона на Републиканската партия, известна с това, че все още има трудности да приеме изцяло равнопоставеността на хомосексуалните в американското общество.
В 1841 година започва съвместна практика заедно с Уилям Хердон, съпартиец от партията на вигите. През 1856 година двамата постъпват в току-що създадената Републиканска партия. След атентата срещу Линкълн, Хердон започва да събира разкази за президента от тези, които са го познавали и публикува книгата „Линкълн според Хердон“.

### Брак
На 4 ноември 1842 Ейбрахам Линкълн се жени за Мари Тод. Двамата имат четирима сина:
- Роберт Тод Линкълн (1 август 1843 – 26 юли 1926)[1] – адвокат, дипломат, бизнесмен
- Едуард „Еди“ Бейкър Линкълн (10 март 1846 – 1 февруари 1850), наречен на близкия приятел на президента, конгресмена Едуард Бейкър; като най-вероятна причина за смъртта се сочи туберкулоза[2]
- Уилям Уолас „Уили“ Линкълн (21 декември 1850 – 20 февруари 1862) умира от коремен тиф
- Томас „Тад“ Линкълн (4 април 1853 – 16 юли 1871) умира или от сърдечна недостатъчност, пневмония или туберкулоза на 18 години

Само Робърт доживява до старини. От неговите три деца (две дъщери и един син) само най-малката, Джеси Линкълн има две деца (Мари Линкълн Бекуит и Робърт Тод Линкълн Бекуит). Нито Роберт Бекуит, нито Мари Бекуит имат наследници и така кръвната линия на Ейбрахам Линкълн свършва с Роберт Бекуит – неговия правнук, който умира на 24 декември 1985 година.

## Пътят към президентството
През 1846 година Линкълн е избран за един мандат в Камарата на представителите, като член на партията на вигите. Верен неин член, Линкълн често гледа на лидера ѝ – Хенри Клей – като на политически идол. Като новак в Камарата Линкълн не е влиятелен член на Конгреса. Той използва мандата си, за да се изкаже против войната с Мексико, която според него е предизвикана от желанието на президента Джеймс К. Полк за „военна слава – тази прекрасна дъга, която се появява след дъждове от кръв“.
Линкълн още от самото начало е един от основните поддръжници на кандидатурата на Закари Тейлър за президент от партията на вигите. Администрацията на Тейлър му предлага поста на губернатор за Територията Орегон. Той отказва и се връща в Спрингфийлд, Илинойс, където остава активен член на партията на вигите, но отдава цялата си енергия на адвокатската професия.
В средата на петдесетте години на 19 век Линкълн вече постигнал значителна известност в правните кръгове на Илинойс, особено с участието си в правното уреждане на транспортната рамка на речните баржи и железниците. През 1849 година получава патент за метод за изваждане на кораби на повърхността.
Линкълн представлява „Железници Алтън & Сангемон“ през 1851 г. при спора на корпорацията с един от нейните акционери – Джеймс Барет, който отказва да плати за освобождаване на залог на компанията с твърдението, че компанията не е изпълнила свое задължение понеже е променила пътят на трасето. Линкълн защитава позицията, че уставът на компанията може да се променя в името на обществения интерес и че новият път предложен от „Алтън & Сангемон“ има значителни предимства и е по-евтин, а от своя страна компанията има право да съди г-н Барет поради нарушени условия по плащането. Той печели това дело пред Върховния съд на Илинойс и след това решението по него е цитирано в други съдилища на САЩ.
Знае се, че Линкълн е работил поне по едно наказателно дело, когато през 1858 година защитава Уилям „Дъф“ Амстронг „про боно“, който е изправен пред съда по обвинението, че е убил Джеймс Пристън Метскер. Случаят става известен с това, че Линкълн налага провеждането на следствен експеримент, рядка тактика по това време, за да докаже клетвопрестъпничеството на свидетел, който твърди, че е видял извършването на убийството на лунна светлина. Линкълн използва „Фермерски алманах“, за да защити тезата си, че луната е била твърде ниско над хоризонта, за да има достатъчно светлина, на която свидетелят да види каквото и да било. Въз основа на тези доказателства Амстронг е оправдан.
Законът Канзас–Небраска от 1854 година, който изрично отменя наложените от Компромиса от Мисури граници на робството, е причината, която връща Линкълн в политиката. Речта му срещу Закона Канзас–Небраска от 16 октомври 1854 г. в Пеориа, го причислява към поддръжниците на свободата по онова време.
Демократът Стивън Дъглас, който е сред тези, които прокарват в Конгреса Закона Канзас–Небраска, предлага за да се излезе от задънената улица по въпроса за робството гражданите на щатите сами да решават. Въпреки това много източни републиканци поддържат кандидатурата на Дъглас за Сената понеже виждат в него лидер от Севера, който води опозицията срещу натиска на администрацията на президента Бюканън за прокарване на Конституцията Лекомптън, която ще позволи Канзас да стане робски щат.
Приемайки номинацията на републиканците за Сената през 1858 г., Линкълн произнася прочутата си реч, в която казва, че „Къща, в която царува разкол не може да се задържи на основите си“ (Исус, Евангелие на Матея 12:25). Речта създава траен образ на възможното разделение по въпроса за робството. Линкълн е виждан в политическите среди като възможния кандидат срещу широко популярния Дъглас.
По време на неуспешната си кампания за Сената от 1858 г., Линкълн провежда поредица от дебати с Дъглас, на които се спори по въпроси от национален интерес, и които въпроси ще разделят нацията на две. По време на дебатите Линкълн принуждава Дъглас да предложи Доктрината Фрийпорт и като последица той губи подкрепата от робовладелците и води до разпад в редиците на Демократическата партия. Въпреки че Конгресът на Илинойс преизбира Дъглас за Сената (това става преди влизането в сила на 17-а поправка), красноречието на Линкълн по време на кампанията го превръща в политическа звезда от национален мащаб.

## Изборите и ранното президентство
Линкълн е посочен за кандидат на Републиканската партия понеже се е считало, че неговите възгледи за робството са по-умерени и поради неговите корени от Запада (за разлика от другия основен претендент – Уилям Сюърт, който е от Ню Йорк) и поради това, че другите претенденти имат врагове в партията. По време на кампанията Линкълн е бил наричан „Ковача на огради“ („Rail Splitter“), за да се подчертае неговият обикновен произход и близост с народа, при все че по това време е доста заможен поради адвокатската си практика.
На 6 ноември 1860 година Линкълн е избран за 16-ия президент на САЩ, като побеждава Дъглас и двама други претенденти. Линкълн е първият президент от Републиканската партия. Той печели благодарение на пълната подкрепа, която му дава Северът за разлика от Юга, където печели само в 2 от общо 996 общини. Преди избора на Линкълн лидерите на южните щати дават ясно да се разбере, че ще напуснат Съюза, ако той победи. Общо седем щата напускат Съюза преди изборите за президент и образуват Конфедеративните американски щати.
Вече като избран президент Линкълн оцелява след опит за покушение в Балтимор, Мериленд и на 23 февруари 1861 година пристига тайно и дегизиран в столицата Вашингтон. Южняците му се присмиват за това хитруване, но тези мерки за сигурност може би се оказват правилни. Линкълн встъпва в длъжност на 4 март 1861 година, обкръжен от телохранители, а армията е поставена в повишена бойна готовност, за да се справи с размирици в столицата.
В своята първа реч при встъпване в длъжност, Линкълн заявява „Аз поддържам, че въз основа на универсалния закон и Конституцията, съюзът на тези Щати е постоянен. Постоянността се подразбира, макар и да не е изрична, в основните закони на националните правителства“. Допълва, че задачата на Конституцията е да „формира по-добър съюз“, за разлика от Договора за Конфедерация, чиито разпоредби създават една наложена постоянност, за разлика от тези на Конституцията. Линкълн риторично пита, дори ако приемем Конституцията за един обикновен договор, то дали трябва за неговото прекратяване да има взаимно съгласие между страните?
В речта си при встъпването в длъжност Линкълн поддържа Поправката Кроуин към Конституцията, за чието приемане той е движеща сила и чрез която изрично ще се приеме, че робството се запазва в щатите, в които е съществувало към момента. Поправката е приета от двете камари на Конгреса. Линкълн твърдо се противопоставя на Компромиса Критендън, в който се предвижда разрешение за робството в териториите, влизащи в Компромиса от Мисури и в Калифорния. Макар и да има подкрепа за тези компромиси сред умерените републиканци и сред нацията, Линкълн заявява, че ако се приеме Компромисът Критендън „това ще е причина за война срещу всеки човек, племе и щат, които притежават и един фут земя оттук до Тера дел Фуего“. Линкълн презрително отклонява всички предложения за назначаване на южняци в кабинета му.

### Робството и Прокламацията за освобождение
Въпреки че Линкълн е широко известен с това, че слага край на робството в САЩ, а и неговите лични възгледи са, че робството е зло от морална гледна точка, то интерпретирането на робството от конституционна гледна точка според него има по-сложна природа. Той смята, че изразът от Декларацията за независимостта, че „всички хора са създадени равни“ следва да се отнася и за черните роби и че това превръща робството в изначално зло, което не следва да се разпространява в новопридобитите територии. От друга страна Линкълн смята, че федералното правителство не разполага с конституционната власт да забрани робството в щатите, където то вече съществува, а и поддържа колонизационното разбиране, че освободените черни роби имат твърде различен начин на живот, който няма да им позволи да живеят заедно, в едно общество с белите американци.
На Линкълн често му се приписва, че е освободил поробените негри с Прокламацията за освобождение. Но щатите и териториите, които са били част от Съюза и са допускали робството, са изключени от еманципацията. Първоначално декларацията освобождава само неколцина избягали роби, но също така освобождава робите от териториите, които са отнети от Конфедерацията. Линкълн подписва Декларацията като военна мярка, като твърди, че единствено избухването на война дава конституционно право на президента да освобождава робите от щати, където тази система все още съществува. По-късно той казва: „Никога през живота си не съм се чувствал по-сигурен в своята правота, отколкото когато подписвах този документ“. Прокламацията премахва робството в размирните щати, което е и официалната цел на войната и дава тласък за създаването и приемането на 13-а поправка към Конституцията на САЩ, която премахва робството. От политическа гледна точка Декларацията за еманципация помага в значителна степен на Севера, а изключително силните антиробски позиции на Линкълн окончателно убеждават Великобритания и други държави, че не следва да предоставят помощ на Юга.

## Невоенни мерки, предприети от Линкълн по време на първия мандат
Може би най-важният принос на Линкълн, извън задълженията му на главнокомандващ, е подписването през 1862 година на Закона за участъците земя, макар и самия Линкълн да няма почти нищо общо с изготвянето на текста в Конгреса. Мнозина считат това за най-важния законодателен акт в американската история, който прави достъпни за покупка на ниски цени милиони акри правителствена земя в Средния Запад. Всеки мъж над 21 години има право да придобие парцел територия в размер на 160 акра (647 000 m²) единствено с попълване на искане и заплащане на 18 долара. Земята трябва да бъде заселена, обработвана и подобрявана за период не по-малко от 5 години. Мнозина са повече от готови да приемат подобно предизвикателство.
Законът Морил Ленд–Гранд Колидж, подписан от Линкълн също 1862 година предоставя възможността за получаване на държавни заеми за създаване на земеделски университети по щатите. Такива университети предоставят обучение и ноу-хау на новите собственици на парцелите земя. Те спомагат за поставяне на основите на научното земеделие и може би най-важното е, че демократизират обучението в Америка. Както е и при Закона за участъците земя, самият Линкълн няма много общо със създаването и прокарването през Конгреса на Закона Морил Ленд–Гранд Колидж.
След Въстанието на сиуксите през август 1862 г. в Минесота на Линкълн са представени за одобрение смъртни присъди на 303 души от въстанието. Той одобрява само 39, от които една е отложена за изпълнение. Линкълн е изключително силно критикуван за това свое действие в Минесота и в средите на своята администрация, защото мнозина са считали, че всичките 303 индианци следва да бъдат екзекутирани. Реакцията в Минесота е толкова силна срещу снизхождението на Линкълн, че Републиканската партия губи през 1864 г. влиянието си в щата, отговорът на Линкълн е „Не мога да позволя да се бесят хора заради гласове в изборите“.

## Изборите от 1864 и Второто встъпване в длъжност
След избирането на Линкълн, на 4 март 1864 година той произнася втората си реч по встъпване в длъжност, която е била и любимата му от всички политически речи, които е давал. По това време победата над отцепниците е била ясна и на робството е сложено край и това позволява на Линкълн да предвижда бъдещето.

## Гражданската война и Възстановяването

### Ръководство на военните действия
Войната е източник на много тревоги за президента и е отнемала почти цялото му време. Линкълн има обтегнати отношения с генерал Джордж Макклелан който става командващ на всички армии на Съюза в навечерието на срамната загуба в Първата битката при Бул Рън и след оттеглянето на генерал Уинфийлд Скот. Линкълн е имал огромно желание да вземе дейно участие в планирането на военните операции, въпреки че му е липсвал какъвто и да било опит в това. Основните цели на Линкълн са били две – първо да защити столицата Вашингтон възможно най-добре и второ – да води агресивни военни действия, като по този начин задоволи общественото мнение и пресата на Севера за постигане на кратка война с бърза победа. Макклелан, възпитаник на Уест Пойнт и железопътен предприемач, призован отново в армията, има по-предпазлив подход. Той подготвя в продължение на няколко месеца Полуостровната кампания, която има за цел завладяването на Ричмънд чрез придвижването на Армията по Потомак чрез лодки до полуострова между Джеймс и Йорк Ривър. Забавянето на Макклелан раздразва Линкълн, като към това се добавя настояването на Макклелан, че не са нужни повече части за защитата на Вашингтон. Линкълн настоява да се оставят някои части, които да гарантират сигурността на столицата, като това решение се сочи от Макклелан за основната причина за пълния провал на Полуостровната кампанията.
Макклелан, отдавнашен демократ, с консервативни възгледи, но едновременно с това и силно избухлив, е освободен като командващ на всички армии, след като изпраща писмо до Линкълн и му дава политически съвет да има по-предпазлив подход във военните действия. Това писмо раздразва радикалните републиканци, които притискат Линкълн да назначи републиканеца Джон Поуп за командващ на новата Армия на Вирджиния. Поуп се съобразява с желанието на Линкълн да атакува Ричмънд от север, като по този начин да осигури защита на столицата. Въпреки това, той претърпява оглушително поражение във Втората битка при Бул Рън – лятото на 1862 година. Това принуждава Армията на Потомак да бъде върната за втори път във Вашингтон, а Поуп е пратен на запад да се сражава с индианците.
Паникьосан от инвазията на генерала от Юга Робърт Лий в Мериленд, Линкълн връща Макклелан на длъжността командващ всички армии около Вашингтон точно навреме за битката при Антиетам през септември 1862 година. Победата в тази битка дава възможност на Линкълн да подпише Прокламацията за освобождение. Линкълн отново освобождава Макклелан веднага след провеждането на изборите за Конгрес от 1862 година и назначава републиканеца Амброуз Бърнсайд да ръководи Армията на Потомак, който поема ангажимент да следва визията на Линкълн за агресивен подход срещу Ричмънд и генерал Лий. След като Бърнсайд е победен категорично в битката при Фредериксбърг, Джоузеф Хукър поема командването, но и той е сразен при Чансълърсвил в май 1863 г. и също е освободен от поста.
След победата на Съюза при Гетисбърг и месеците на липса на активност от страна на Армията на Потомак, Линкълн взема съдбовното решение да назначи нов командващ на армиите – генерал Юлисис Грант, който е недолюбван от хардлайнерите републиканци, понеже е демократ, но от друга страна има впечатляваща поредица от победи, включително Вискбърг и Чатанога. В реакция на критиката за назначаването на Грант, Линкълн казва: "Не мога да си позволя да не използвам този човек. Той воюва.“ Грант започва кървавата Кампания Оверланд през 1864 г. и използва стратегията „война на изтощение“, която се характеризира с големи загуби за Съюза в битките при Уилдернес и Колд Харбър, но и едновременно с това с пропорционално големи загуби за Конфедерацията. Агресивната тактика на Грант му позволява в края на краищата да удържи Лий при обсадата на Питърсбърг и като резултат Съюзът да превземе Ричмънд и това да доведе войната докрай през пролетта на 1865 г.
Линкълн дава право на Грант да използва тактиката на „опожарената земя“, за да подрони морала на Юга и да разруши икономическите му устои, което да не му позволи да продължи войната. Това дава възможност на генералите Уилям Шърман и Филип Шеридан да разрушават фабрики, ферми и градове в Джорджия, Южна Каролина. Разрушенията от Марша на Шеридън до Морето през Джорджия се оценяват на 100 милиона долара.
Линкълн има противоречиви постижения като военен лидер, като една страна оценява стратегическото значение на определени точки и важността да се победи противниковата армия, а не просто да се завладяват градове. От друга страна той постига малко успехи в налагането на своите виждания на генералите. Той намира у Грант човек, с който споделят общи ценности и начин на действие и това му позволява да превърне своята идея за множество действия на различни фронтове в действителност.
Линкълн осъзнава своята липса на военен опит и това развива у него желанието да е запознат с детайлите на военната кампания. Той прекарва часове в Министерството на отбраната, за да чете телеграмите пратени от неговите генерали. Той многократно посещава бойното поле и е запленен от военните действия.

### Действия в тила
Линкълн е далеч по-успешен в представянето на смисъла на войната пред северняците. Въпреки почти пълната липса на образование и израстването му в граничните райони, Линкълн притежава изключителни познания в английския език и като доказателство трябва да се посочи речта при Гетисбърг, произнесена пред гробовете на войниците, загинали в битката при Гетисбърг през 1863 година. Докато водещият оратор Едуард Еверет говори повече от два часа, малкото, но грижливо подбрано думи на Линкълн предизвикват изключителен резонанс в нацията и в американската история, като опровергават собственото предсказание на Линкълн, че „светът едва ще забележи и бързо ще забрави какво сме говорили тук“. Втората реч на Линкълн по встъпване в длъжност също получава изключително признание и популярност и често е цитирана. В речите си Линкълн, по-добре от всеки друг свои съвременник, дава основания и извежда смисъл от усилията, които полага Съюза.
По време на войната Линкълн получава права, които никой друг президент не е имал: обявява блокада; спира прилагането на habeas corpus – правото на затворника да се яви пред съд, за да получи присъда; разходва пари без предварителното одобрение на Конгреса; често хвърля в затвора без присъда хора обвинени в шпионство в полза на Юга. Някои историци твърдят, че политическите арести, заповядвани от Линкълн се простират до политическите върхове, включително и неуспялата заповед за арест на председателя на Върховния съд – Роджър Тени, но този случай остава неясен и противоречив.
Линкълн е единственият президент, който участва на избори по време на гражданска война – през 1864 г. Дългата война и издадената Декларация за еманципация донякъде накърняват шансовете му за успех и загубата изглежда вероятна пред лицето на кандидата на демократическата партия и бивш генерал Джордж Макклелан. Линкълн води кампанията си под Съюзническия флаг и подкрепен от републиканци и демократи. Завладяването от Съюза на Атланта от силите на Шърман през септември драматично променя изборните нагласи и Линкълн печели втори мандат.

### Възстановяването
Възстановяването на Съюза ангажира съзнанието на президента още докато се водят военните действия. Той е решен да провежда политика, която да не допусне пълно отчуждаване на бившите щати от конфедерацията и провежда бързи избори при облекчени условия в териториите, които остават зад фронтовата линия на силите на Съюза. Това раздразва републиканците в Конгреса, които са за налагането на по-стриктна политика по възстановяването. Линкълн рядко използва правото си на вето през време на военния период, но налага такова на опита на републиканците да вменят тежки условия за Възстановяване на конфедеративните щати. Те си отмъщават като отказват да седят заедно с представителите на Луизиана, Арканзас и Тенеси, избрани при облекчените условия на Линкълн.
„Нека го направим лесно“, казва президентът на своите военачалници – генерал Юлисис Грант (бъдещ президент), генерал Уилям Шърман и адмирал Дейвид Диксън Портър на 4 април 1865 година. Ричмънд, досегашната столица на Конфедерацията е превзет на предния ден, а Линкълн прави символичен жест като сяда в стола до бюрото на Джеферсън Дейвис, давайки знак на нацията, че президентът контролира цялата страна. Той е поздравен в столицата от освободените роби като завоевател, като тяхното отношение е отразено в една незабравима реплика „Разбрах, че съм освободен, когато зърнах лицето на татко Ейбрахам и го почувствах“.
На 9 април 1865 година, генералът на Конфедерацията Робърт Лий се предава във Вирджиния и по този начин единствените сили, които остават в битката са тези на Джоузеф Джонстън – на изток. Няколко седмици по-късно Джонстън няма да се подчини на Джеферсън Дейвис и ще се предаде на силите на Шърман. Разбира се, Линкълн не доживява да види капитулацията на всички сили на Конфедерацията, защото едва няколко дни след като Лий се предава срещу президента е извършен успешен опит за покушение.

## Покушението
Към края на войната Линкълн често се среща с генерал Юлисис Грант. Двамата мъже планират решаването на проблеми по Възстановяването и било очевидно за всички, че изпитват един към друг изключително уважение. По време на тяхната последна среща на 14 април 1865 година (Разпети петък), Линкълн кани Грант на светско събитие същата вечер. Грант отказва. Най-възрастният син на президента Роберт Тод Линкълн също отклонява поканата.
В отсъствието на своя бодигард – Уард Хил Ламон, на когото е споделил прочутия си сън за своето покушение, Линкълн отива да гледа пиеса в Театъра на Форд. Пиесата е „Нашият американски братовчед“, музикална комедия от англичанина Том Тейлър. Когато Линкълн сяда в своята ложа, Джон Уилкс Бут, известен актьор и привърженик на Юга, се промъква зад балкона на президента и изчаква най-смешната реплика в пиесата с надеждата смехът да заглуши изстрела. На сцената актьора Хари Хоук казва последната реплика, която Линкълн чува в живота си. Когато публиката почва да се смее, Джон Уилкс Бут се втурва в ложата на президента и произвежда един-единствен изстрел от упор в главата му. Куршумът влиза зад лявото ухо на Линкълн и засяда зад очите му. Бут извиква Sic semper tyrannis! („Това застига тираните!“). Изречението е мото на щата Вирджиния и се приписва на Марк Юний Брут. Според някои Бут извиква и „Юга е отмъстен!“ и скача от балкона на сцената долу. След като се приземява, шпората на обувката му се закача в американския флаг, той се спъва и чупи крака си.
Въпреки своето нараняване Бут успява да се добере до коня си и да избяга, а смъртно ранения и парализиран президент е занесен до къща от другата страна на улицата, където остава в кома за известно време и след това умира спокойно. Ейбрахам Линкълн е обявен официално за мъртъв в 7:22 на следващата сутрин – 15 април 1865 година (Великден). След като го вижда мъртъв, военният министър Едуин Стентън промълвява „Сега той принадлежи на вечността“.
След като тялото на Линкълн е върнато в Белия дом служителите го подготвят и откритите фотографии показват Линкълн няколко часа post mortem. Няколко други конспиратори планират да убият по същото време и други политици, но по различни причини покушението срещу Линкълн е единственото, което се осъществява (при все, че държавният секретар Луис Пауел е лошо ранен). Няколко от заговорниците са заловени. Четирима са съдени от военен съд и са обесени – Дейвид Херолд, Джордж Атзрод, Луис Пейн и Мари Сюарт (първата жена екзекутирана от правителството на САЩ). Трима са осъдени на затвор в размер на 6 години – Майкъл О'Лафинн, Самюел Арнолд и д-р Самюел Мъд. Джон Стюарт по-късно е оправдан от граждански съд. Справедливостта на присъдите – особено тази на Мари Сюарт – често е била поставяна под въпрос и има основателни съмнения за нейната съпричастност в деянието, ако въобще може да се говори за такава. Бут е застрелян, след като е обкръжен в един хамбар.
Тялото на Линкълн е положено във влак, който преминава през няколко щата в грандиозна погребална церемония по своя път към Илинойс. Нацията оплаква човека, който е смятан от мнозина за спасителя на САЩ. Той е погребан в Оук Ридж Семетри, Спрингфийлд, където за него е изградена през 1874 година 54 метрова гробница. За да се спрат множеството опити за кражба на тялото на Линкълн с цел откуп, Робърт Тод Линкълн го ексхумира и погребва наново в дебел няколко фута бетонен саркофаг.

## Памет
Смъртта на Линкълн го превръща в мъченик за мнозина. Днес е считан за втория най-добър президент, след Джордж Вашингтон. Неговите поклонници го виждат като фигура с класически ценности – честност, откровеност, уважение на личните и на правата на малцинствата, а и на човешката свобода като цяло. Много американски организации с различна насоченост продължават да го споменават под една или друга форма – от движението за права на гейовете „Републиканците от дървената колиба“ (Log Cabin Republicans) до застрахователната компания Линкълн Фейненшъл.
На президента Линкълн е наречен булевард в София (Карта).

## Любопитни факти
- Линкълн е бил висок 6 фута и 5 инча или 193 сантиметра и е най-високият американски президент.
- Предполага се, че Линкълн е страдал от лека форма на синдром на Марфан.
- Линкълн и Чарлз Дарвин са родени на една и съща дата;
- Самюел Сеймур – Последният оцелял свидетел на покушението срещу Линкълн, се появява по телевизията на 96 години. Като петгодишен той помислил, че самият той е прострелян, защото по време на убийството гувернантката му е шиела част от блузата и го набожда.
- Според една от легендите, опонент на Линкълн го нарича двулик, чувайки това Линкълн казва: „Мислите ли, че ако имах две лица щях да нося точно това.“
- Ейбрахам Линкълн е бил избран за конгресмен през 1846 година, Джон Кенеди през 1946 година.
- Линкълн е бил избран за президент през 1860 година, а Кенеди през 1960. Двамата президенти били смъртно ранени в петък с куршуми, попаднали в задната част на главата, в присъствие на жена.